# 尹雄烈
尹 雄烈（ユン・ウンリョル、いん ゆうれつ、1840年5月18日 - 1911年9月22日）は、李氏朝鮮末期から大韓帝国にかけての軍人・政治家。
開化派に属して甲申政変と春生門事件に加わった。
死後は親日反民族行為者に認定された。

## 親族
尹斗寿の子孫である。尹得実は祖父、尹取東は父、尹英烈は弟、尹致昊、尹致旺、尹致昌は息子、尹致旿、尹致昭、尹致晟、尹致昞、尹致明、尹致暎は甥、尹永善、尹然善は孫、張錫潤は孫娘婿である。

## 外部リンク

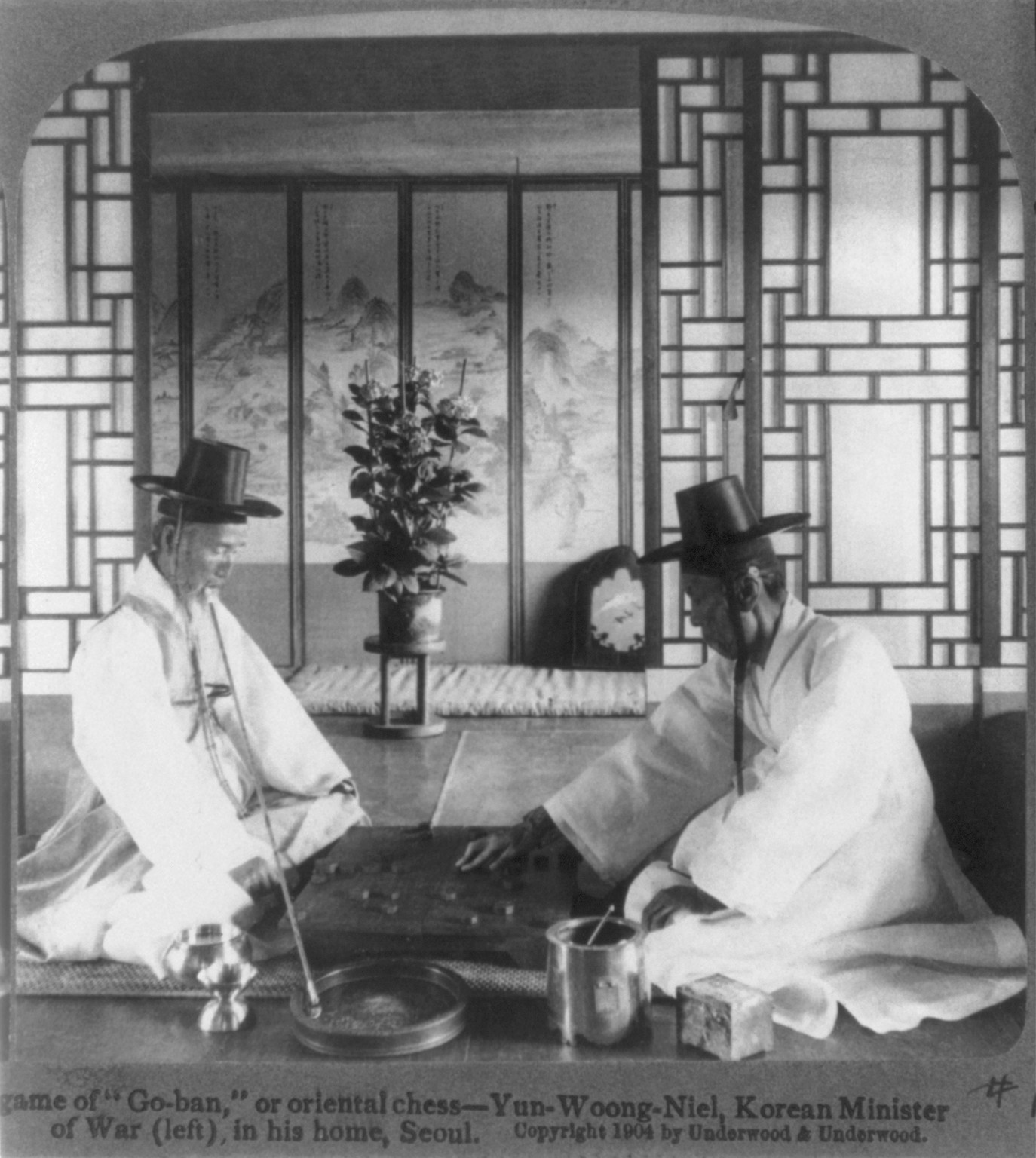
尹雄烈（左、1904年）